# Сардине
Сардине је народно име које се користи за означавање различитих ситних риба из породице харинга. Термин „сардине” први пут се употребио на енглеском језику током почетка 15. века, а верује се да потиче са медитеранског острва Сардинија, где је некада сардина било у изобиљу. Израз „сардина” није прецизан, а на које врсте риба се односи зависи од региона.
Управа за индустрију морске рибе Уједињеног Краљевства квалификује сардине под називом pilchards. Један од критеријума за квалификовање рибе је да је краћа од 15 cm. Организација за храну и пољопривреду и Светска здравствена организација наводе 21 врсту риба која се може квалификовати као сардина. База података о рибама, Фиш бејс наводи најмање шест врста риба које квалификује као сардине.

## Етимологија
У енглеском језику, реч сардина се први пут појавила у 15. веку, а верује се да је француска реч позајмљена из латинског језика или старогрчког стардо, што указује на острво Сардинија. Атенеј из Неукратије цитирао је Аристотелов одломак у којем помиње рибе сардине. Међутим, Сардинија је од Атине удаљена око 1300 км, па постоји сумња да ли је реч сардина повезана са Сардинијом. Ернекс Клајн у свом Етимолошком речнику на енглеском језику (1971) написао је да је мало вероватно да су Грци у то време могли да добију рибу из далеке Сардиније.
Месо неких сардина је црвено-смеђе боје сличне као боја сардинског камена, а ова реч σαρδιον значи црвени и звучи слично као Сард, некадашњи главни град данас покрајине Лидија. Сард на грчком значи месо, а слично се назива и камење. Фраза „упакована као сардине” забележена је 1911. године, израз „спакован као сардине” појављује се у књизи The Mirror of Literature, Amusement, and Instruction из 1841. године. Остале фразе везане за сардине су „спаковане заједно као сардине у лименој кутији” (1844) и „упаковане као сардине у лименку” (1854).

## Опште информације
Сардине спадају у неколико родова и то у: Dussumieria (Dussumieria acuta и Dussumieria elopsoides), Escualosa (Escualosa elongata и Escualosa thoracata), Sardina (Sardina pilchardus), Sardinella (Sardinella gibbosa, Sardinella longiceps и Sardinella aurita), Sardinops (Sardinops sagax). Сардине се искључиво хране зоопланктонима и животињским плантконима и окупљају се на местима где их има у изобиљу. Сардине су чест улов рибара и лако се запетљавају у мреже, углавном ноћу када прилазе површини како би се храниле планктонима. Након риболова на сардине се посипа со док се превозе на обалу.
Лове се за више намена, као мамци, за храну, прављење рибљег уља или брашна, храну за животиње, за прављење сардинског угља, као и за производњу боја, лакова и линолеума. Често се пеку на жару, киселе, диме или чувају у конзервама. Богате су витаминима и минералима.
Мале порције сардине могу да обезбеде 13% потребног витамина Б2, једну четвртину ниацина и око 150% препоручене дневне дозе вредности витамина Б12. Сви витамини које садрже сардине помажу човеку у правилном функционисању нервног система. Осим тога, сардине имају велику количину минерала попут фосфора, калијума и калцијума, као и других минерала у траговима, укључујући гвожђе и селен. Такође производе природни извор омега-3 масних киселина што може умањити појаву кардиоваскуларних болести. Сардине су добар извор витамина Д, калцијума, витамина Б12 и протеина. С обзиром да су у ниском делу ланца исхране, сардине имају јако мало контаминаната, попут живе, у односу на остале рибе које људи обично једу.

## Историјат
Риболов и прерада сардина били су успешан посао у Корнволу у Уједињеном Краљевству од 1750. до 1880. године, након чега је посао са сардинама пропао. Улов је варирао из године у годину, а 1871. године износио је 47.000 буради, док је 1877. године било само 9.477 буради. У једном бурету је стајало око 4.000 сардина, а оно је вредело 476 фунти. У том периоду највише су се извозиле у земље попут Шпаније, Италије где су познате као „фермаде”. Главно тржиште уља од сардине био је Бристол, где се користио за рад машина. Од 1997. године сардине из Корнвола продавале су се као „корнинске сардине”, а од марта 2010. године према закону Европске уније заштићен је њихов статус. Сардине су представљене у бројним уметничким делима, посебно Стенхоупа Форбса.
У Сједињеним Америчким Државама индустрија конзервирања сардина имала је врхунац током педесетих година 20. века, а од тада је у опадању. Последња велика фабрика за конзервирање сардина у Сједињеним Државама под називом Стинсон Сифуд налазила се у Мејну а затворена је 15. априла 2010. године после 135 година рада. У априлу 2015. године Пацифички савет за управљање рибарством гласао је на предлог Националне океанске и атмосферске администрације да заустави тренутну комерцијалну сезону лова на сардине у Орегону, Вашингтону и Калифорнији због драматичног броја јединки. Забрана се односила на око 100 рибарских бродова. Било је очекивано да ће забрана трајати више од годину дана, а на снази је и даље.
Начин на који се сардине пакују у конзерву, довео је до популарне фразе „пакован попут сардине”, која се користи метафорички за описивање ситуација у којима је велики број људи или предмета на малом месту. Британско-ирски песник и комичар Спајк Милиген направио је сатиричну песму под називом Сардинска подморница у којој мајка сардине описује свом детету лименку пуну људи. Сардина је такође име за дечију игру у којој се крију ситни предмети. Међу становницима Марсеја, локална тенденција претеривања повезана је са народном причом о сардини која је наводно блокирала луку у 18. веку. Заправо се ради о броду који се звао Сардина.

## Врсте
| Комерцијално значајне врсте | Комерцијално значајне врсте      | Комерцијално значајне врсте                  | Комерцијално значајне врсте | Комерцијално значајне врсте | Комерцијално значајне врсте | Комерцијално значајне врсте | Комерцијално значајне врсте | Комерцијално значајне врсте | Комерцијално значајне врсте | Комерцијално значајне врсте | Комерцијално значајне врсте | Комерцијално значајне врсте | Комерцијално значајне врсте | Комерцијално значајне врсте |
| Род                         | Народно име                      | Научно име                                   | Максимална дужина           | Максимална дужина           | Типична дужина              | Типична дужина              | Максимална маса             | Максимална маса             | Максималне године           | Трофички ниво               | Фиш бејс                    | ФАО                         | ИТИС                        | IUCN                        |
| Род                         | Народно име                      | Научно име                                   | cm                          | in                          | cm                          | in                          | g                           | oz                          | Максималне године           | Трофички ниво               | Фиш бејс                    | ФАО                         | ИТИС                        | IUCN                        |
| --------------------------- | -------------------------------- | -------------------------------------------- | --------------------------- | --------------------------- | --------------------------- | --------------------------- | --------------------------- | --------------------------- | --------------------------- | --------------------------- | --------------------------- | --------------------------- | --------------------------- | --------------------------- |
| Sardina                     | Европска сардина                 | Sardina pilchardus (Walbaum, 1792)           | 27,5                        | 10,8                        | 20,0                        | 7,9                         |                             |                             | 15                          | 3.05                        | [ 35 ]                      | [ 36 ]                      | [ 37 ]                      | [ 38 ]                      |
| Sardinops                   | Јужноамеричка сардина            | Sardinops sagax (Jenyns, 1842)               | 39,5                        | 15,6                        | 20,0                        | 7,9                         | 490                         | 17                          | 25                          | 2.43                        | [ 39 ]                      | [ 40 ]                      | [ 41 ]                      | [ 42 ]                      |
| Sardinops                   | Јапанска сардина                 | Sardinops melanostictus (Schlegel, 1846)     |                             |                             |                             |                             |                             |                             |                             |                             | [ 44 ]                      | [ 45 ]                      | [ 46 ]                      | NE                          |
| Sardinops                   | Калифорнијска сардина            | Sardinops caeruleus (Girard, 1854)           |                             |                             |                             |                             |                             |                             |                             |                             | [ 47 ]                      | [ 48 ]                      | [ 49 ]                      | NE                          |
| Sardinops                   | Јужноафричка сардина             | Sardinops ocellatus (Pappe, 1854)            |                             |                             |                             |                             |                             |                             |                             |                             | [ 50 ]                      | [ 51 ]                      | [ 52 ]                      | NE                          |
| Sardinella                  | Балијска Сардина                 | Sardinella lemuru (Bleeker, 1853)            | 23                          | 9,1                         | 20                          | 7,9                         |                             |                             |                             |                             | [ 53 ]                      | [ 54 ]                      | [ 55 ]                      | [ 56 ]                      |
| Sardinella                  | Бразилска сардина                | Sardinella brasiliensis (Steindachner, 1879) |                             |                             |                             |                             |                             |                             |                             | 3.10                        | [ 57 ]                      | [ 58 ]                      | [ 59 ]                      | [ 60 ]                      |
| Sardinella                  | Јапанска сардина                 | Sardinella zunasi (Bleeker, 1854)            |                             |                             |                             |                             |                             |                             |                             | 3.12                        | [ 61 ]                      | [ 62 ]                      | [ 63 ]                      | [ 64 ]                      |
| Sardinella                  | Индијска уљана сардина           | Sardinella longiceps (Valenciennes, 1847)    |                             |                             |                             |                             |                             |                             |                             | 2.41                        | [ 65 ]                      | [ 66 ]                      | [ 67 ]                      | [ 68 ]                      |
| Sardinella                  | Златна сардина                   | Sardinella gibbosa (Bleeker, 1849)           |                             |                             |                             |                             |                             |                             |                             | 2.85                        | [ 69 ]                      | [ 70 ]                      | [ 71 ]                      | [ 72 ]                      |
| Sardinella                  | Велика сардина/срдела или златва | Sardinella aurita (Valenciennes, 1847)       |                             |                             |                             |                             |                             |                             |                             | 3.40                        | [ 73 ]                      | [ 74 ]                      | [ 75 ]                      | [ 76 ]                      |
| Sardinella                  | Мадеирска сардина                | Sardinella maderensis (Lowe, 1839)           |                             |                             |                             |                             |                             |                             |                             | 3.20                        | [ 77 ]                      | [ 78 ]                      | [ 79 ]                      | [ 80 ]                      |
| Dussumieria                 | Рејнбоу сардина                  | Dussumieria acuta (Valenciennes, 1847)       |                             |                             | 20                          | 7,9                         |                             |                             |                             | 3.40                        | [ 81 ]                      | [ 82 ]                      | [ 83 ]                      | [ 84 ]                      |

1. 1 2 3  У роду Sardinops постоје четири различите врсте сардина. ФАО третира ове залихе као засебне врсте, док их ФишБејс третира као једну врсту, Sardinops sagax.[43]

## Галерија
- Европска сардина, Sardina pilchardus
- Осамдесетих година 20. века јужноамеричке сардине, биле су најинтензивнија врста сардина. Велике залихе су нагло опале током деведесетих година 20. века
- Пацифичка сардина, Sardinops sagax caerulea